# Sparkasse Deggendorf
Die Sparkasse Deggendorf ist ein öffentlich-rechtliches Kreditinstitut mit Sitz in Deggendorf in Bayern. Ihr Geschäftsgebiet liegt im Landkreis Deggendorf.

## Organisationsstruktur
Die Sparkasse Deggendorf ist eine Anstalt des öffentlichen Rechts. Ihr Träger ist der „Zweckverband Vereinigte Sparkassen im Landkreis Deggendorf“, dem folgende Körperschaften angehören: Große Kreisstadt Deggendorf (35,00 %), Landkreis Deggendorf (25,00 %), Markt Hengersberg (10,00 %), Stadt Osterhofen (15,00 %) und Stadt Plattling (15,00 %).
Rechtsgrundlagen sind das Sparkassengesetz, die bayerische Sparkassenordnung, und die durch den Träger der Sparkasse erlassene Satzung. Organe der Sparkasse sind der Vorstand und der Verwaltungsrat.
Die Marktbereiche sind historisch bedingt eingeteilt in die Bereiche Deggendorf (Hauptstelle), Hengersberg, Osterhofen und Plattling.

## Geschäftsausrichtung
Die Sparkasse Deggendorf betreibt das Universalbankgeschäft. Die Sparkasse Deggendorf wies im Geschäftsjahr 2023 eine Bilanzsumme von 2,764 Mrd. Euro aus und verfügte über Kundeneinlagen von 1,931 Mrd. Euro. Gemäß der Sparkassenrangliste 2023 liegt sie nach Bilanzsumme auf Rang 176. Sie unterhält 24 Filialen/Selbstbedienungsstandorte und beschäftigt 393 Mitarbeiter.

## Geschichte
1831 empfahl die königliche Regierung dem Landgericht Deggendorf die Errichtung einer Sparkasse, was die Städtevertreter von Deggendorf, Hengersberg und Plattling jedoch noch ablehnten. 1841 wurde schließlich durch die Regierung von Niederbayern die „Errichtung einer Sparkassenanstalt in Deggendorf“ genehmigt. Bereits am 2. Juli 1841 öffnete die Sparkasse Osterhofen, am 24. November 1841 folgte die Sparkasse in Hengersberg und am 1. Februar 1842 wurde die Deggendorfer Sparkasse eröffnet. Als Vierte wurde am 1. April 1884 die Sparkasse Plattling gegründet. In den Statuten wurde festgelegt, dass die Sparkasse allen Bewohnern des Landgerichtsbezirks Deggendorf offenstehen sollte.
1937 schlossen sich die Hengersberger und die Deggendorfer Sparkasse zum Zweckverband „Stadt- und Bezirkssparkasse Deggendorf-Hengersberg“ zusammen, 1973 wurden die Sparkassen Osterhofen und Plattling zur „Sparkasse Plattling-Osterhofen“ fusioniert. Zur jetzigen „Sparkasse Deggendorf“ wurden die beiden vorgenannten Verbünde 1993 zusammengeschlossen.
Historisch hervorzuheben sind 1975 die Idee und Realisierung einer mobilen Zweigstelle in einem Bus, der den gesamten Landkreis abfuhr. Ein- und Auszahlungen waren damit landkreisweit möglich. Zur Sicherheit musste der Fahrer stündlich per Funk ein Kennwort in die Zentrale melden.
Ebenfalls erwähnenswert ist das 1977 umgesetzte Konzept des Autoschalters („Drive In“). In verlängerten Öffnungszeiten konnten alle zu jener Zeit üblichen Geldgeschäfte direkt vom Auto aus getätigt werden.
Nach 7010 Gulden Einlagen durch 64 Kunden im Jahr 1841 hat die Sparkasse Deggendorf nun im Jahr 2011 mittlerweile 51.833 Kunden und 1,246 Mrd. Euro Einlagen, von denen 1,045 Mrd. Euro als Kredite ausgegeben sind.

## Sparkassen-Finanzgruppe
Die Sparkasse Deggendorf ist Teil der Sparkassen-Finanzgruppe und gehört damit auch ihrem Haftungsverbund an. Er sichert den Bestand der Institute und sorgt dafür, dass sie auch im Fall der Insolvenz einzelner Sparkassen alle Verbindlichkeiten erfüllen können. Die Sparkasse vermittelt Bausparverträge der regionalen Landesbausparkasse, offene Investmentfonds der Deka und Versicherungen der Versicherungskammer Bayern. Im Bereich des Leasing arbeitet die Sparkasse Deggendorf mit der  Deutschen Leasing zusammen. Die Funktion der Sparkassenzentralbank nimmt die BayernLB wahr.